# Hits & Remixes
Hits & Remixes è una doppia raccolta del gruppo musicale francese Rockets, pubblicata nel 1996.
La scaletta dei brani è la stessa del Greatest Hits, più 6 remix realizzati da musicisti esterni al gruppo.

## Tracce
1. On The Road Again – 8:30
2. Space Rock – 8:47
3. Future Woman – 3:39
4. Cosmic Race – 4:16
5. Galactica – 4:36
6. Astral World – 3:57
7. Anastasis – 4:35
8. Synthetic Man – 4:36
9. Future Game – 4:49
10. Atomic – 4:03
11. Future Woman (Pavesi sound attack mix - '96 rmx) – 7:55
12. Electric Delight ('79 - '96 rmx) – 7:50
13. Galactica (Deep in space - '96 rmx) – 5:46
14. Electric Delight – 4:40
15. Ideomatic – 4:17
16. Hypnotic Reality – 3:52
17. Radiate – 4:20
18. Venus Rapsody – 4:22
19. Space Rock (first Tom Moulton mix) – 7:20
20. Future Woman (long version) – 5:54
21. Apache – 4:13
22. In The Galaxy – 5:02
23. Prophecy – 5:00
24. Astrolights (second Tom Moulton mix) – 7:25
25. On The Road Again (Colombo's touch - '96 rmx) – 5:50
26. Space Rock (Pavesi sound attack mix -  '96 rmx) – 6:20
27. Anastasis (Progressynth - '96 rmx) – 4:57

## Formazione
- Christian Le Bartz – voce
- 'Little' Gérard L'Her – voce e basso
- Alain Maratrat – chitarra, tastiere e voce
- Alain Groetzinger – batteria e percussioni
- Fabrice Quagliotti – tastiere